# Оук Шорс (Калифорнија)
Оук Шорс (енгл. Oak Shores) насељено је место без административног статуса у америчкој савезној држави Калифорнија.

## Демографија
По попису из 2010. године број становника је 337.
| Група             | 2000.    | 2010.       |
| Белци             | 0 (0,0%) | 293 (86,9%) |
| Афроамериканци    | 0 (0,0%) | 3 (0,9%)    |
| Азијати           | 0 (0,0%) | 4 (1,2%)    |
| Хиспаноамериканци | 0 (0,0%) | 31 (9,2%)   |
| Укупно            | 0        | 337         |